# Tusson
Tusson település Franciaországban, Charente megyében. Lakosainak száma 240 fő (2022. január 1.). Tusson Bessé, Charmé, Ébréon, Fouqueure, Ligné, Souvigné és Aigre községekkel határos.

## Népesség
A település népessége az elmúlt években az alábbi módon változott:
| Lakosok száma | 441  | 389  | 349  | 302  | 227  | 222  | 221  | 222  | 228  | 240  |
|               | 1968 | 1982 | 1990 | 2006 | 2013 | 2015 | 2017 | 2019 | 2020 | 2022 |